# Syzygium tenue
Syzygium tenue är en myrtenväxtart som först beskrevs av John Firminger Duthie, och fick sitt nu gällande namn av Nambiyath Puthansurayil Balakrishnan. Syzygium tenue ingår i släktet Syzygium och familjen myrtenväxter. Inga underarter finns listade i Catalogue of Life.